# Nattbarn
Nattbarn är en svensk svartvit dramafilm från 1956 i regi av Gunnar Hellström.

## Handling
Ynglingen Nick Boman är villkorligt frigiven från fängelset. Trots att han fått ett bra jobb av sin övervakare lockas han in i nya brott då han i Stockholms undre värld med skumma caféer och biljardhallar hamnar i dåligt sällskap och successivt fångas in i en bovliga. Han har en kort affär med den fatala Wivan, en kvinna av tvivelaktig vandel som kan vara ömsint men mest är beräknande. Ligan begår allt grövre brott vilka slutar med ond bråd död. Nicks fattiga men hederliga moder blir alltmer förtvivlad. Nick hamnar åter på Långholmen.

## Om filmen
Nattbarn hade premiär på biograf Grand i Stockholm den 27 augusti 1956. Filmen har TV-visats på SVT. Filmen är en moralitet, en inhemsk "Film noir". De flesta scenerna är nattliga så en Stockholmsnostalgiker har inte så många vyer att hämta. Den som gillar gamla analoga kameror kan glädjas när ligan gör inbrott i en kamerabutik och Nick plockar ner kameror av märken som Leica och Rolleiflex i dåtida galonbagar. 
Filmhistoriskt finns flera kopplingar till Ingmar Bergman. Regissören och huvudrollsinnehavaren Gunnar Hellström kom senare att regissera TV-serier i USA, bland annat en del avsnitt av Dallas som Bergman till mångas häpnad sade var en bra TV-serie. Den fatala Wivan spelas av Harriet Andersson, som sedan blev en av Bergmans mest anlitade skådespelerskor. Filmens fotograf, Sven Nykvist, kom senare att få två Oscars för bästa foto, i Viskningar och rop och i Fanny och Alexander.

## Rollista i urval
- Gunnar Hellström – Nils "Nick" Boman
- Harriet Andersson – Wivan
- Erik Strandmark – Leo
- Nils Hallberg – Harry Råttan
- Birgitta Olzon – Eva Rehn
- Sven-Eric Gamble – "Greven"
- Marianne Löfgren – fröken Lätthammar
- Stig Järrel – direktör Stenberg
- Märta Arbin – Margareta Boman, Nicks mamma
- Bengt Eklund – Knotan
- Siv Ericks – Gittan
- Mona Åstrand – Barbro
- Björn Berglund – Lithman
- Elsa Prawitz – Vera
- Åke Fridell – Halvar Rehn
- Ingrid Backlin – Evas mor
- Åke Claesson – domare
- Olof Sandborg – hälare